# 宮沢麻衣
宮沢麻衣（みやざわまい、1986年10月20日 - ）は、女優、タレント。過去にエムズエンタープライズに所属していた。

## プロフィール
東京都出身、血液型A型、身長160cm、体重43kg。趣味はカラオケ、ダンス、バスケットボール。特技は一輪車、絵を描くこと。

## 出演

### 映画
- 不良少年の夢
- スケバン刑事 コードネーム=麻宮サキ
- まいっちんぐマチコ!ビギンズ

### 舞台
- 神さま、もうちょい右（主演）

### テレビドラマ
- 先生知らないの?（TBS）
- 39歳の秋（TBS）
- 一攫千金夢家族1（TBS）
- 野ブタ。をプロデュース（日本テレビ系土曜ドラマ）
- 刑事吉永誠一 涙の事件簿4（テレビ東京系水曜ミステリー9）